# نايجل باركر
نايجل باركر (بالإنجليزية: Nigel Barker)‏ هو لاعب اتحاد الرغبي أسترالي، ولد في 26 فبراير 1883، وتوفي في 31 يوليو 1948 في سيدني في أستراليا.

## وصلات خارجية
- نايجل باركر على موقع النتائج التاريخية لألعاب القوى الأسترالية (الإنجليزية)
- نايجل باركر على موقع أوليمبيديا (الإنجليزية)